# Steve Wilder
Steve Wilder Striegel (ur. 23 października 1970 w Cooperstown) – amerykański aktor telewizyjny i filmowy.

## Życiorys

### Wczesne lata
Urodził się w Cooperstown w stanie Nowy Jork. Dorastał w Springfield Center, w Nowym Jorku. Marzył od wczesnych lat, by w przyszłości zostać aktorem. Po rozwodzie swoich rodziców, postanowił przyjąć nazwisko panieńskie swojej matki Sylvii Wilder jako swoje. Przez dwa lata dorabiał jako stolarz. Studiował aktorstwo pod kierunkiem Roya Londona, Ivany Chubbuck i Camerona Thor w Los Angeles oraz w Actor’s Studio na Florydzie.

### Kariera
Od czasu skończenia szkoły średniej, w wieku 14 lat przeniósł się na Florydę i rywalizował jako profesjonalny tenisista. Jednak zanim skończył 20 lat, przerwał karierę sportową i zaczął poszukiwać pracy jako aktor w produkcjach teatralnych na Florydzie i Nowym Jorku.
W 1995 debiutował na ekranie w filmie Josh Kirby... Time Warrior: Chapter 4, Eggs From 70 Million B.C. Pojawił się obok Richarda Grieco i Mario Lopeza w Rozgrzeszenie (Absolution, 1997). Następnie wystąpił jako przemiły i przebiegły dziennikarz Jack Devereaux w operze mydlanej NBC Dni naszego życia (Days of our Lives, 1997-98) jako przemiły i przebiegły dziennikarz Jack Devereaux. Został jednak usunięty po ośmiu miesiącach. Producent Aaron Spelling zaangażował go do roli projektanta mody Alexa Bastiana, który opracowywał krawaty dla Jane Mancini (Josie Bissett) w operze mydlanej Melrose Place (1998).

### Życie prywatne
Jest licencjonowanym pilotem zarówno samolotów, jak i helikopterów, ma czarny pas w Taekwondo.

## Wybrana filmografia

### Filmy fabularne
- 1995: Josh Kirby... Time Warrior: Chapter 4, Eggs From 70 Million B.C. jako Akira Storm
- 1997: The Journey: Absolution jako Bateman
- 1999: Santa’s Little Helper (film krótkometrażowy) jako Kochanek gej
- 2008: Dark Honeymoon
- 2008: Squeegees (TV) jako Sleazy Lawyer
- 2011: Śmierć i powrót Supermana (The Death and Return of Superman, film krótkometrażowy) jako Frat Partier
- 2013: Iron Man 3 jako Zirytowany strażnik Mandaryna
- 2015: The Guilty Innocent jako Dirk

### Seriale TV
- 1997-98: Dni naszego życia (Days of our Lives) jako Jack Devereaux
- 1998: Statek miłości (Love Boat: The Next Wave) jako Seth
- 1998: Melrose Place jako Alex Bastian
- 1999: Czarodziejki jako Lucas Devane
- 2000: Beverly Hills, 90210 jako Jerry
- 2000: Oh Baby jako Vince
- 2001: V.I.P. jako adwokat rejonowy Pete Overton